# Eurailscout
Eurailscout Inspection & Analysis b.v. ist ein Unternehmen der Bahntechnik-Branche, welches sich auf die Zustandserfassung von Eisenbahnstrecken spezialisiert hat. Mit unterschiedlichen Verfahren überwachen die Messzüge des Unternehmens bei regelmäßigen Messfahrten, ob die verschiedenen technischen Größen einer Bahnstrecke im zulässigen Bereich liegen oder Veränderungen eingetreten sind, die überprüft oder korrigiert werden müssen. Jedes Eisenbahninfrastrukturunternehmen, wie zum Beispiel die DB Netz AG, ist verpflichtet, in bestimmten Abständen verschiedene Messfahrten durchführen zu lassen. Dafür werden sowohl DB-eigene Messzüge, als auch die Fahrzeuge privater Anbieter wie Eurailscout eingesetzt. Das deutsch-holländische Gemeinschaftsunternehmen hat seine Zentrale in Amersfoort und unterhält eine Niederlassung in Berlin. Die Messzüge von Eurailscout sind außer in den Niederlanden und Deutschland auch in der Schweiz, Dänemark, Großbritannien, Schweden, Norwegen, Italien, Slowenien und Kroatien unterwegs.

## Messzüge
Die Messfahrzeuge von Eurailscout sind Einzelstücke, die gemeinsam mit den Auftraggebern in den Bahnverwaltungen und den Herstellern von Schienenfahrzeugen und Mess-Systemen entwickelt werden. Dabei wird darauf geachtet, immer mehrere Messverfahren auf einem Zug zusammenzufassen, um bei einer Messfahrt möglichst vielfältige Daten liefern zu können. Die unterschiedlichen maximalen Prüfgeschwindigkeiten und vorgeschriebenen Messintervalle lassen es jedoch nicht zu, alle existierenden Messverfahren gleichzeitig zu nutzen. Außerdem muss bei der Ausstattung eines Messzuges darauf geachtet werden, die in Europa sehr unterschiedlichen Zugsicherungs- und Kommunikationssysteme zu integrieren, um in möglichst vielen Ländern tätig werden zu können.

### UST 96
Der UST 96 ist ein Ultraschallprüfzug, der 1996 entwickelt und 1997 gebaut und in Betrieb genommen wurde. Mit seinen 16 Ultraschall-Prüfköpfen findet er verdeckte Schienenfehler in Millimetergröße, und das bei Geschwindigkeiten von bis zu 100 km/h. Das Fahrzeug verfügt über zwei luftgefederte Drehgestelle und damit über einen besonders hohen Fahrkomfort. Sein dieselhydraulischer Antrieb macht den 24,5 Meter langen Messzug bis zu 140 km/h schnell. Das Innen- und Außendesign der beiden Führerstände gibt es bei keinem anderen Schienenfahrzeug, damit ist der UST 96 ein Unikat. Inzwischen wurde auf diesem Fahrzeug auch ein von der Bundesanstalt für Materialforschung und -prüfung entwickeltes System zur Wirbelstrom-Messung installiert, mit dem Risse an der Innenseite von Gleisbögen („Headchecks“) entdeckt werden können.

### UFM 120
Der UFM 120 wurde 1998 gebaut, das „UFM“ steht für „Universal-Fahrwegmesszug“ und die „120“ für seine maximale Mess- und Reisegeschwindigkeit von 120 km/h. Das Fahrzeug prüft die gesamte Gleisgeometrie, die Fahrdrahtlage, erkennt die exakte Mastposition und das Schienenprofil, inspiziert die Schienenoberfläche, findet Riffel und Schleuderstellen und kann mit Videokameras das Gleisumfeld und die Signalsichtbarkeit dokumentieren. Der UFM 120 wurde von Plasser & Theurer gebaut und orientiert sich am typischen Design dieses Herstellers.

### UFM 160

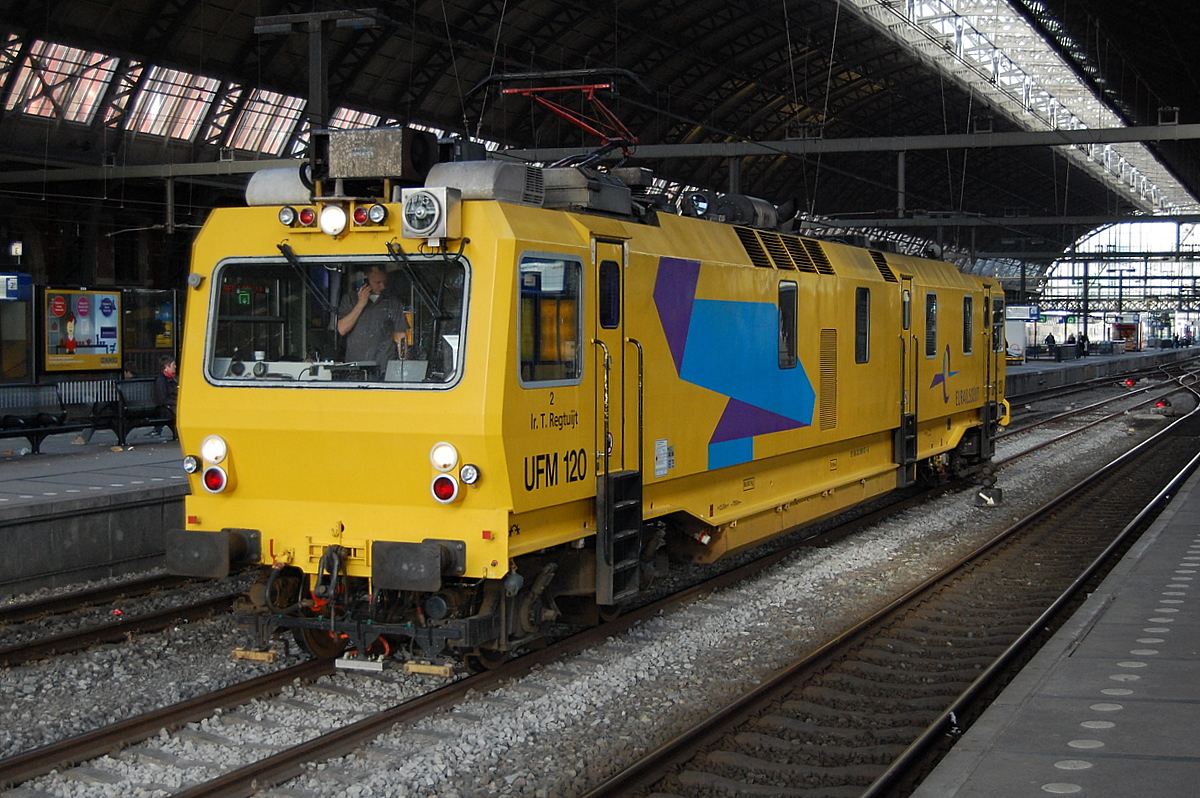
UFM 120

Der UFM 160 ist eine Weiterentwicklung des UFM 120 und wurde im Jahre 2002 in Betrieb genommen. Er verfügt über dieselben Mess-Systeme wie der UFM 120, kann jedoch sämtliche Messungen mit einer Geschwindigkeit von bis zu 160 km/h durchführen. Beim UFM 160 handelt es sich um einen zweiteiligen Dieseltriebwagen mit vier Drehgestellen und einer Länge von 47,7 Metern. Er wurde ebenfalls von Plasser & Theurer gebaut. Durch sein verringertes Lichtraumprofil ist dieses Fahrzeug auch in Großbritannien und Italien einsetzbar.

### UST 02
Der UST 02 ist der neueste Messzug in der Flotte von Eurailscout. Er wurde im Jahre 2002 entwickelt und von 2003 bis 2005 bei der GBM Gleisbaumechanik im brandenburgischen Kirchmöser gebaut. Sein Front-Design ist typisch für die Fahrzeuge dieses Herstellers. Der UST 02 prüft die Schienen mit Ultraschall und Wirbelstrom, so wie der UST 96. Der 41,5 m lange zweiteilige Dieseltriebwagen ist maximal 120 km/h schnell und kann bei Geschwindigkeiten von bis zu 100 km/h messen. Neben dem großen Messraum gibt es an Bord einen Besprechungsraum, eine Werkstatt, eine Küche, eine Toilette und mehrere Schlafmöglichkeiten. Der UST 02 gilt derzeit als weltweit modernster Ultraschallprüfzug.

### mP Jules
Der „mP Jules“ ist der älteste Eurailscout-Messzug. Er wird elektrisch angetrieben und ist ausschließlich für den Einsatz in den Niederlanden vorgesehen. Dort misst er sowohl die Funktionsfähigkeit des niederländischen Zugsicherungssystems ATB als auch die Abdeckung mit dem europäischen Zugfunksystem GSM-R. Das „mP“ steht für „Motorpost“ und ist eine Erinnerung an den ursprünglichen Zweck dieses Fahrzeuges: In den 1960er Jahren wurden in den Niederlanden 35 Elektrotriebwagen für den Transport von Post auf dem Schienenweg in Betrieb genommen. 1997 endete dieser Service, nur wenige Fahrzeuge sind heute noch in Betrieb. Eines davon wurde zum Messzug „Jules“ umgebaut.

## Handmessgeräte
Neben den fünf Messzügen verfügt Eurailscout über eine Reihe von Handmessgeräten, die überall dort eingesetzt werden, wo keine Messdaten mit den Zügen gewonnen werden können, zum Beispiel in Weichenbereichen oder an Bahnübergängen. Diese Geräte werden per Pkw transportiert, am Einsatzort aus dem Wagen gehoben und auf das zu prüfende Gleis gesetzt. Es gibt sowohl Ultraschall-, als auch Wirbelstrom- und Gleisgeometrie-Handmessgeräte.

## Weichenbeobachtung mit VST 05 und VST 07
Zur Videobeobachtung von Weichen wurde im Jahre 2005 ein leichtes Nebenfahrzeug mit Beiwagen in Betrieb genommen. „VST“ steht für „Videoschouwtrein“, auf Deutsch „Videoschauzug“. Eine Reihe von hochauflösenden Kameras nimmt das Gleis unter dem Fahrzeug auf, die Videodaten werden auf einem Server im Führerraum gespeichert. Später werden dann in einem Raum in der Eurailscout-Zentrale die Bilder ausgewertet. Dadurch lassen sich frühzeitig Probleme im Bereich einer Weiche erkennen. Nach den positiven Erfahrungen mit dem VST 05 wurden im Jahre 2007 drei ehemalige Arbeitslokomotiven des niederländischen Instandhaltungsunternehmens Strukton zu den Videobeobachtungslokomotiven VST 07-1, VST 07-2 und VST 07-3 umgebaut.